# S/2015 (136472) 1

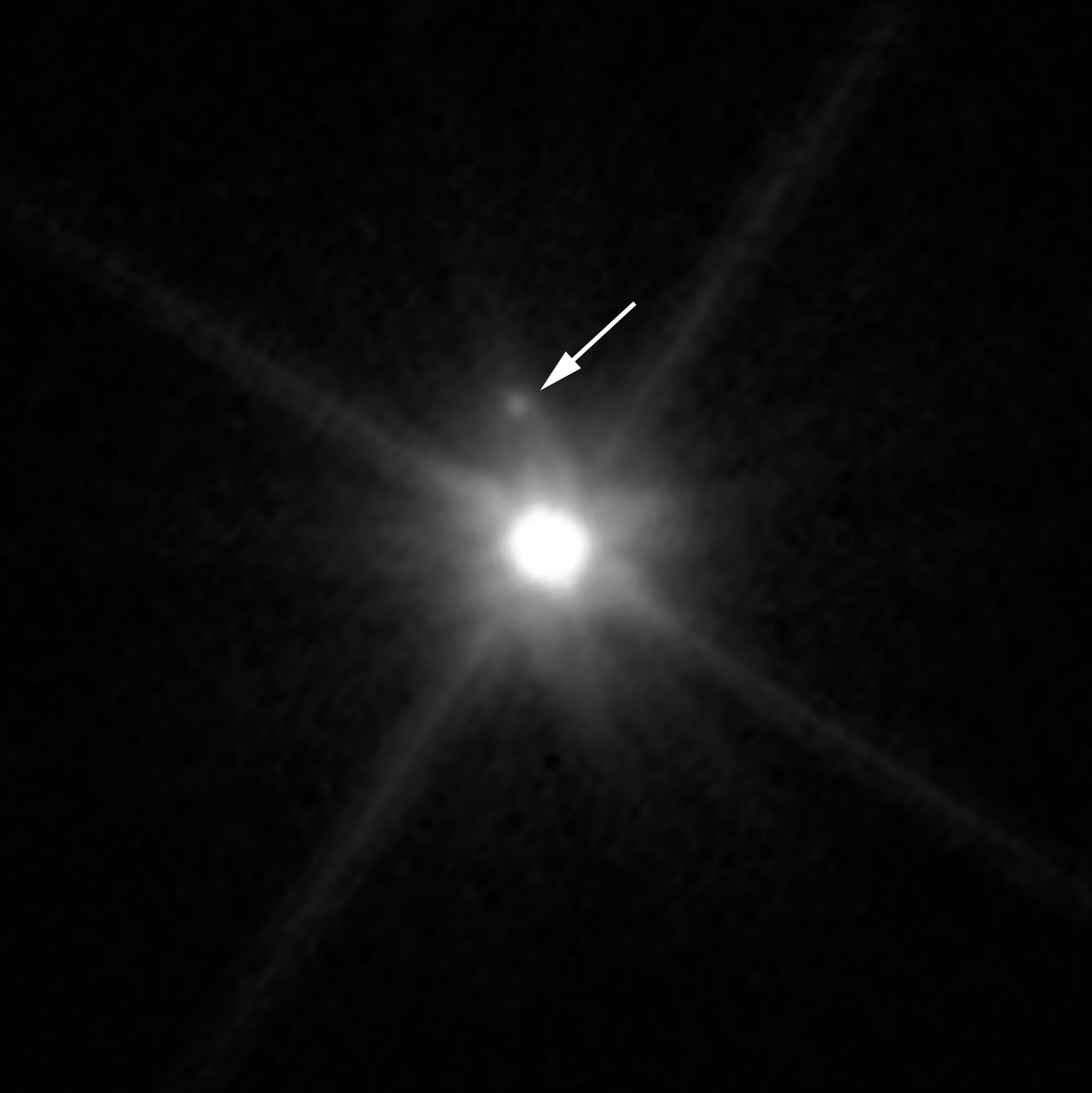
Makemake törpebolygó és holdja (apró fényes pötty) a Hubble űrtávcső felvételén

Az S/2015 (136472) 1 katalógusszámú égitest a Makemake törpebolygó egyetlen ismert holdja. A Hubble űrteleszkóp 2015 április folyamán készült felvételein azonosították, a felfedezés bejelentése 2016. április 26-án történt meg.

## Fizikai tulajdonságai
Az első becslések szerint pályája 21 000 km-re húzódik a Makemaké-tól. Előzetes számítások szerint a keringési ideje meghaladhatja a 12 napot. Átmérője a fő égitest mintegy tizede, körülbelül 175 km. Felszíne a fényes Makemaké-tól eltérően koromfekete.

## Külső hivatkozások
- http://www.csillagaszat.hu/hirek/nr-egyeb-naprendszer/nr-torpebolygok/a-makemake-torpebolygonak-is-van-holdja/